# Râmnicu Vâlcea
Râmnicu Vâlcea (nebo také Rîmnicu Vîlcea) je město v Rumunsku, hlavní město župy Vâlcea. Žije zde přibližně 93 tisíc obyvatel.

## Historie
Oblast dnešního města byla osídlená již od dob Římské říše. Ve středověku tu byla postavena pevnost, během vlády Matyáše Basaraba a Konstantina Brâncoveanu se město stalo významným kulturním a řemeslným centrem. Vznikla tu první papírna a tiskárna v Rumunsku.
Během revolučního roku 1848 tu poprvé zazněla současná hymna celé země, Deșteaptă-te, române!
V 80. letech 20. století vznikla zástavba ve stylu socialistického realismu tvořící dnes podstatnou část města.
Partnerským městem Râmnicu Vâlcea je od šedesátých let 20. stol. Kroměříž. Ve městě sídlil 26. pěší pluk, jehož příslušníci koncem 2. světové války Kroměříž osvobodili.